# 2222 Lermontov
A 2222 Lermontov (ideiglenes jelöléssel 1977 ST1) a Naprendszer kisbolygóövében található aszteroida. Nyikolaj Csernih fedezte fel 1977. szeptember 19-én.